# Сорока Микола Іванович (літературознавець)
Сорока Микола Іванович (11 травня 1966, Матусів, Шполянський район, Черкаська область) — український зоровий поет, український і канадський літературознавець, культуролог, громадський діяч.

## Життєпис
Закінчив філологічний факультет Київського національного університету ім. Тараса Шевченка (1992). Там же здобув ступінь кандидата філологічних наук («Зорова поезія в українській літературі XVII—XVIII ст.», 1995). Завідувач відділу теорії і практики перекладу Інституту українознавства та викладач української літератури КНУ ім. Тараса Шевченка (1995—2000).
Започаткував системне дослідження зорової (візуальної) поезії в українській літературі та її популяризацію в Україні й за кордоном. Здійснив перше обширне дослідження світової зорової поезії. Організував виставки української зорової поезії в Україні, Англії, США та Угорщині.
Як практик розширив виражальні можливості зорової поезії за рахунок звукового і графічного складника (літера, цифра, знак, предмет, простір, колір), притаманного для мінімалізму конкретної поезії в західних літературах 1950-60-х років. Свої твори друкував у виданнях в Україні, Англії, США та Канади. Належав до літературного гурту паліндромістів "ГЕРАКЛІТ".
Доктор філософії, PhD, (Альбертський університет, 2005) та пост-докторант Торонтського університету (2005—2007). Очолював відділ розвитку фондів Канадського інституту українських студій.
Автор першої англомовної монографії про українського письменника і діяча Володимира Винниченка. Праця стала внеском до теоретичного осмислення міграційної (displacement) творчості як складного процесу нашарування різних станів — економічної та політичної еміграції, екзилю, діаспори, експатріації, номадизму та подорожі.
Автор численних наукових статей про українську літературу (материкову та в діаспорі) та українсько-російські стосунки в еміграції.

## Наукові видання

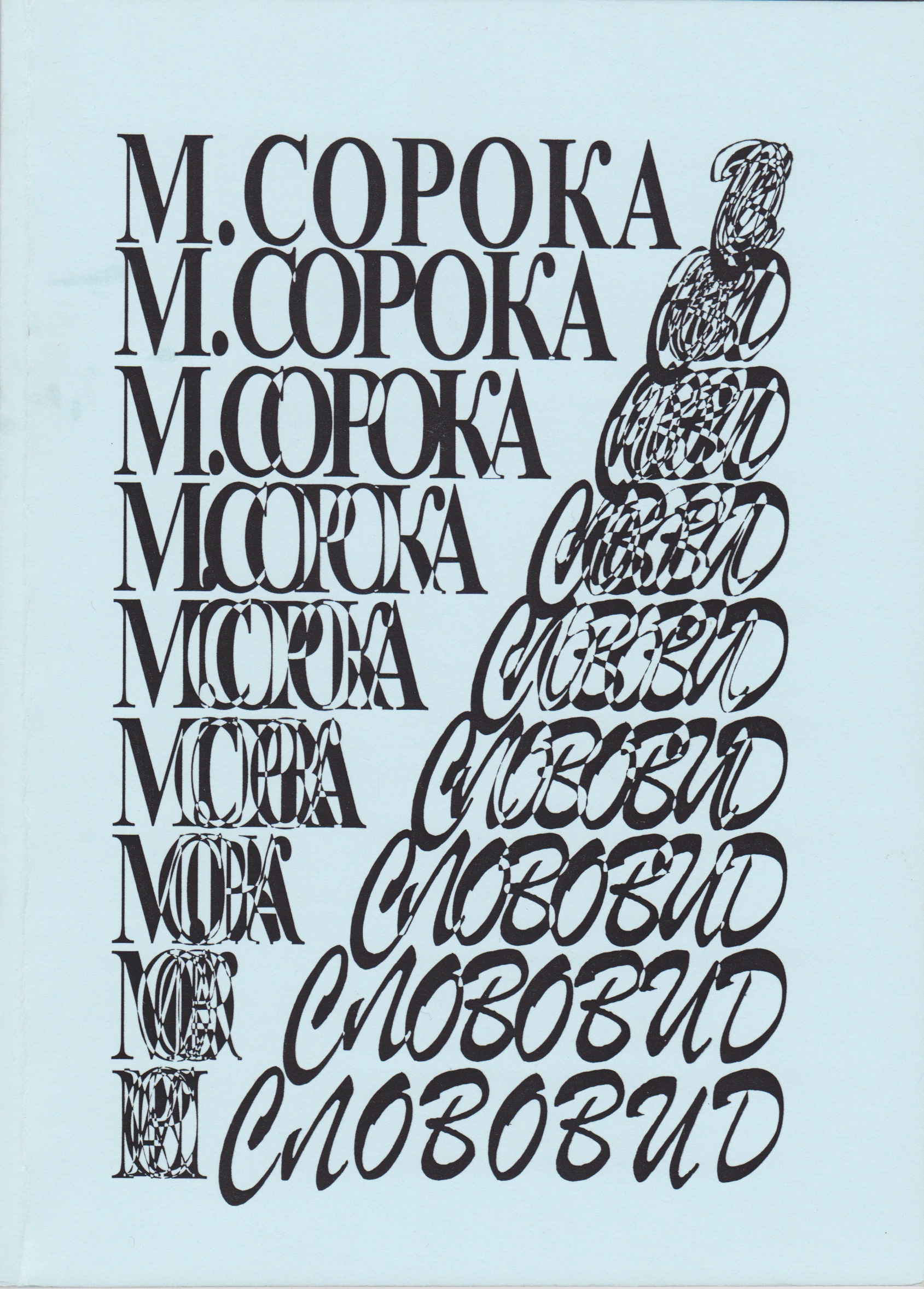

- Зорова поезія в українській літературі кінця XVI−XVIII ст. — Київ: Головна спеціалізована редакція мовами національних меншин України, 1997.
- Світове мистецтво зорослова. — Київ: Зрима рима, 1999.
- Faces of Displacement: The Writings of Volodymyr Vynnychenko. — McGill-Queen's University Press, 2012.

## Статті
- Зорова поезія в сучасній українській літературі // Слово і час. — 1994. — № 4-5. — C. 71-76.
- Чи є панацея від міфу про Антея в українській літературі діаспори? // Слово і час. — 2000. — № 12. — С. 11-18.
- Travel and Ukrainian Literary Modernism // Canadian Slavonic Papers. — 2007. — № 49 (3-4). — 323—347.
- On the Other Side: The Russian-Ukrainian Encounter in Displacement, 1920—1939 // Nationalities Papers. — 2009. — № 37 (3). — 327—348.

## Поезії
- Зорова (візуальна) поезія і звук/ Mykola Soroka. Visual Poetry Gets Sound. https://www.youtube.com/watch?v=MUW2UsCx7kc
- Ukraine Still Lives On. Visual Poetry, Aphorisms, Poetical Paintings. — London: Writers Forum, 1994.
- Зорові поезії. — Київ, 1997.
- Слововид. Зорова поезія. — Київ: Дніпро, 1999.

## Рецензії
- Хархун Валентина. Англомовне винниченкознавство: монографія Миколи Сороки // Слово і час. — 2014. — № 10. — С. 119—126.
- Chernetsky Vitaly. Faces of Displacement: The Writings of Volodymyr Vynnychenko by Mykola Soroka // Slavic Review. 2014. — Vol. 73 (1). — C. 212—213.

## Інтерв'ю
- Shpylova-Saeed Nataliya. Mykola Soroka. Faces of Displacement: The Writings of Volodymyr Vynnychenko. McGill-Queen's University Press, 2012. — New Books Network. — 7 September 2017.